# إدوين أردن
كان إدوين هانتر بندلتون أردن (4 فبراير 1864-2 أكتوبر 1918) ممثلًا أمريكيًا ومديرًا مسرحيًا وكاتبًا مسرحيًا.